# Francis Reichelderfer

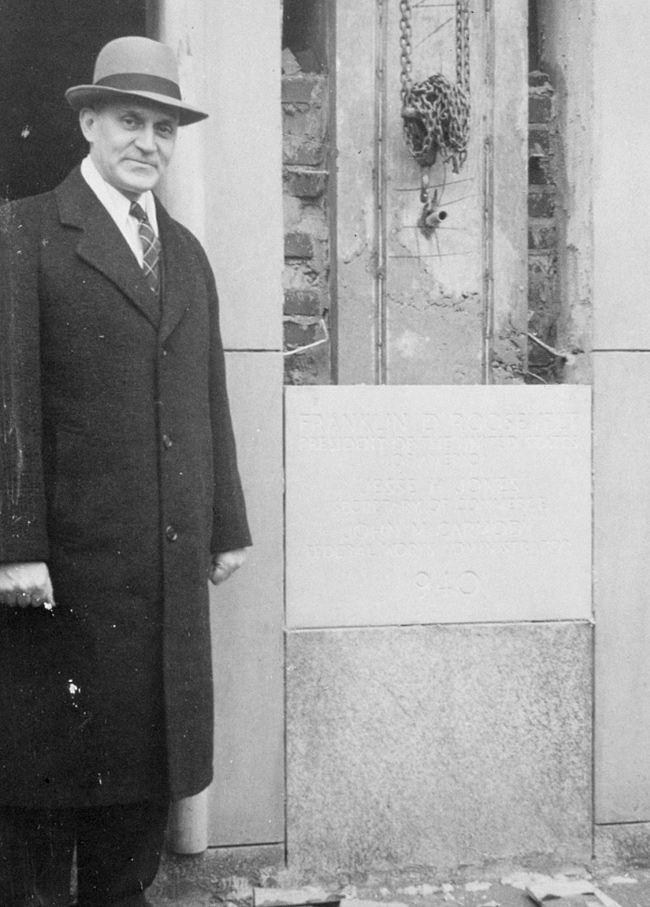
Francis Reichelderfer 1940

Francis Wilton Reichelderfer, Spitzname Reich, (* 6. August 1895 in Harlan (Indiana); † 26. Januar 1983) war ein US-amerikanischer Meteorologe. Er war von 1938 bis 1963 Direktor des US Weather Bureau.

## Leben
Reichelderfer war der Sohn eines Methodisten-Pfarrers und studierte an der Northwestern University mit dem Abschluss als Chemieingenieur 1916, wobei er sein Studium selbst durch Nebenjobs finanzierte. Zur Meteorologie kam er über seine Offiziersausbildung bei der US Navy im Ersten Weltkrieg, wobei er als Meteorologe für die U-Boot-Überwachung in Nova Scotia diente und selbst Navy-Pilot wurde.
1922 bis 1928 leitete er die Meteorologie (Navy Aerology) bei der US Navy in Washington D.C. Dort machte er sich die Erkenntnisse der Bergener Schule aus Norwegen zu Eigen, die für Vorhersagezwecke das Wetter nach physikalischen Prinzipien (Bewegung von Luftmassen in Frontensystemen) analysierten, was damals neuartig war. Dazu wurde er 1931 von der US Navy nach Bergen gesandt. Er diente auch wie bei der US Navy üblich als Meteorologe auf verschiedenen Schlachtschiffen. Er gewann einflussreiche Freunde zum Beispiel im Meteorologen Carl-Gustaf Rossby, Robert Millikan und Harry F. Guggenheim, der Ende der 1920er-Jahre eine Wettervorhersage für den Flugbetrieb in Kalifornien finanzierte.
1938 wurde er Direktor des US Weather Bureau als Nachfolger von Willis Gregg (1880–1938) und schied aus der US Navy aus. Sogleich begann er Wissenschaftler wie Rossby und Harry Wexler einzustellen und die Methoden der Bergener Schule einzuführen. Der Höhepunkt seiner Karriere war die Leitung des US-Wetterdienstes während des Zweiten Weltkriegs, die eine erhebliche Ausweitung seiner Ressourcen mit sich brachte, und er koordinierte die Verwendung moderner Technologien (Radar, Computer und numerische Wettervorhersage, Grundlagenforschung unter anderem mit Verwendung radioaktiver Isotope, Wolkenimpfung, Hurrikan-Forschung, Satelliten) in den Nachkriegsjahren und 1950er-Jahren.
1951 war er erster Präsident und einer der Gründer der World Meteorological Organization. Er war Mitglied der National Academy of Sciences.
Der US-amerikanische Polarforscher Finn Ronne benannte das Kap Reichelderfer nach ihm.
Die American Meteorological Society vergibt seit 1967 ihm zu Ehren den Francis W. Reichelderfer Award für Meteorologie im Dienst der Öffentlichkeit.